# České euromince

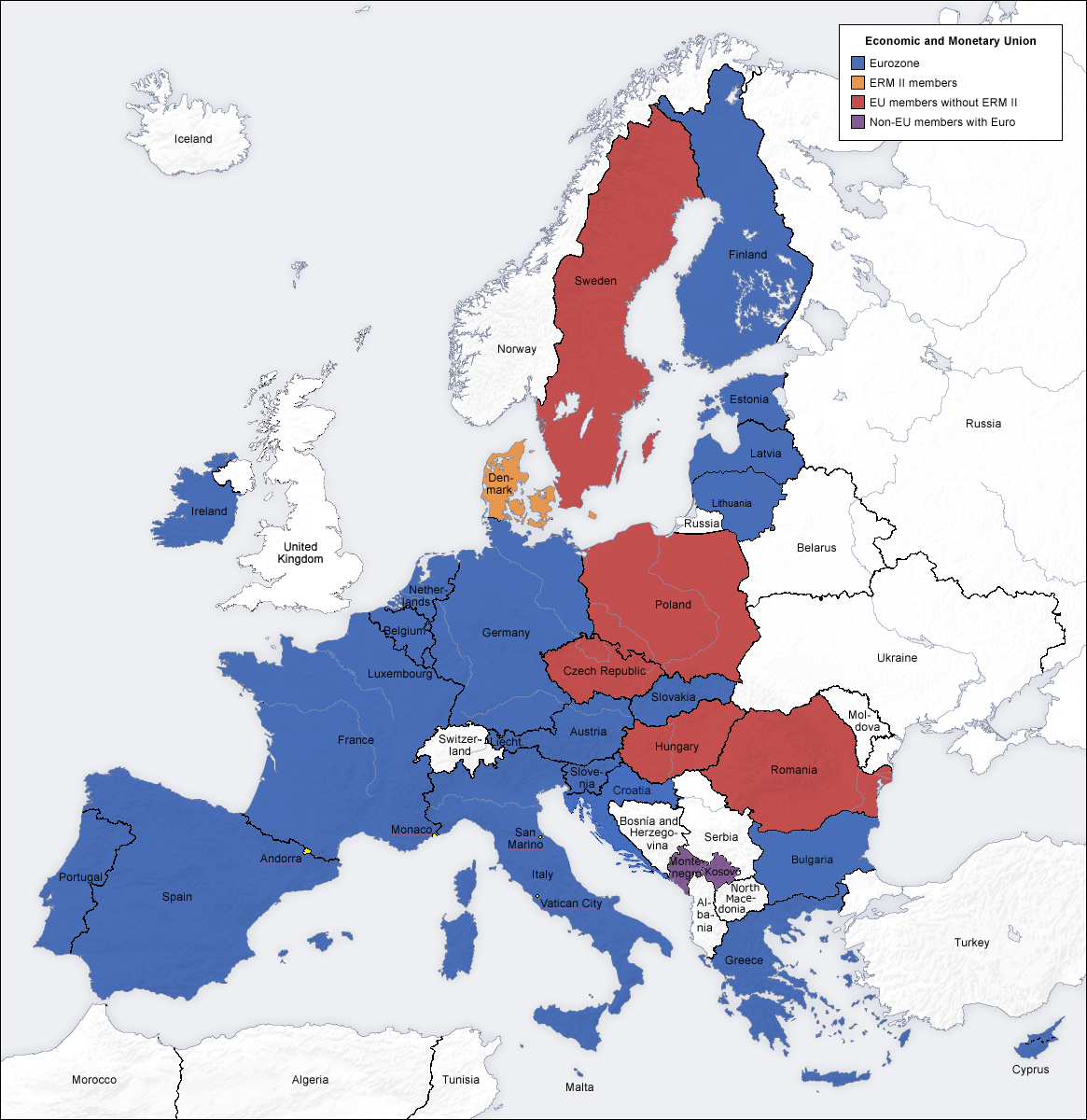
Evropské země používající euro jako svou měnu

O vzhledu českých euromincí ještě nebylo rozhodnuto, ale o uspořádání soutěže motivů se uvažuje. Jako u euromincí ostatních států bude jedna strana mince stejná jakou mají i ostatní státy EU, o druhé straně rozhodne Česko. O straně vyhrazené Česku bude diskutovat ČNB i Národní koordinační skupina.

## Současná situace a výhled
Původně Česko uvažovalo o přijetí eura na 1. ledna 2010 tzv. velkým třeskem (v průběhu jednoho dne), ale kvůli špatnému stavu veřejných financí a neuskutečnění potřebných reforem výdajů státního rozpočtu bylo přijetí odloženo. Nejdřív politici uvažovali o roku 2012; koncem roku 2007 však předseda vlády Mirek Topolánek uvedl, že vzhledem k nedokončené reformě důchodového a zdravotního systému je i tento termín nereálný.
Česko je členem Evropské unie od 1. května 2004 a taky je členem Evropské měnové unie, ale ještě nevstoupila do Eurozóny, a proto stále používá svou vlastní měnu – korunu českou. Ke vstupu se však zavázala v přístupové smlouvě schválené referendem; proto ani zvláštní referendum k přijetí eura není nutné.
V roce 2010 Petr Nečas prohlásil, že jeho vláda datum přijetí eura nestanoví, bylo tak jasné, že nemůže být přijato dřív než v roce 2017.
Pro přijetí eura se jasně vyslovil prezident Petr Pavel v novoročním projevu v roce 2024 i 2025, o euru se začalo znova diskutovat i ve vládě Petra Fialy, aniž by však došlo ke shodě. Pro přijetí eura se v kampani razantně vyslovují Starostové a nezávislí (STAN).